# Ann-Sofie Johansson
Ann-Sofie Johansson (* 1963 in Ronneby, Schweden) ist eine schwedische Modedesignerin.

## Leben
Johansson wollte ursprünglich Künstlerin werden, bis sie die Mode-Branche für sich entdeckte. Neben dem Studium zur Modedesignerin arbeitete sie bei Hennes & Mauritz (H&M) in Stockholm. Danach bewarb sie sich im Designstab von Chefdesignerin Margareta van den Bosch. Im Jahr 2008 löste sie diese als Head of Design bei H&M ab.